# Wat Phra Kaew
13°45′5″N 100°29′34″Ø / 13.75139°N 100.49278°Ø
Wat Phra Kaew (Thai: วัดพระแก้ว; fulde navn Wat Phra Sri Rattana Satsadaram, Thai: วัดพระศรีรัตนศาสดาราม) er et buddhistisk tempel i Bangkok. 
Det ligger ved Grand Palace (Det Store Palads) i Phra Nakhon, den historiske bydel i Bangkok. Templet har over 100 spir som er gyldne eller dækket med mosaik og er betragtet som et af de mest betydningsfulde templer i Thailand. Templet kan dateres tilbage til 1782, da Bangkok blev grundlagt.

## Links
- Thailandsk guide